# Keep in Style
Keep in Style es un corto de animación estadounidense de 1934, de la serie de Betty Boop. Fue producido por los estudios Fleischer y distribuido por Paramount Pictures. En él aparece Betty Boop.

## Argumento
Betty Boop presenta en un teatro una serie de innovaciones en diferentes sectores: automoción, aparatos domésticos y moda. Una de sus creaciones en este último sector tiene mucho éxito, y es utilizado por todo el mundo, creando estilo.

## Producción
Keep in Style es la trigésima cuarta entrega de la serie de Betty Boop y fue estrenada el 16 de noviembre de 1934.